# الجفاف (رواية)
الجفاف هي الرواية الأولى لعام 2016 للكاتبة الأسترالية جين هاربر. حاز الكتاب على العديد من الجوائز العالمية وبيع منه أكثر من مليون نسخة حول العالم. صدر فيلم مقتبس من بطولة إريك بانا في 1 يناير 2021. وحقق نجاحًا كبيرًا، مما جعله واحدًا من أعلى الأفلام الأسترالية ربحًا في عطلات نهاية الأسبوع الافتتاحية على الإطلاق.

## فيلم
اختير حقوق فيلم الجفاف من قبل المنتجتين برونا باباندريا وريس ويذرسبون في عام 2015، وأنتجته شركة الإنتاج مايك أب ستوريز. لعب إريك بانا دور البطولة بدور آرون فالك، مع جنيفيف أوريلي بدور غريتشن. وكير أودونيل بدور راكو. بدأ التصوير الرئيسي للفيلم في مارس 2019 في ولاية فيكتوريا الأسترالية، ومنطقة ويميرا في مالي.

### الإطلاق
كان من المقرر إطلاق الفيلم في 27 أغسطس 2020، ولكن تأجل بسبب جائحة فيروس كورونا. صدر عن Roadshow Films في أستراليا ونيوزيلندا في 1 يناير 2021، وحطم الأرقام القياسية في شباك التذاكر، مما جعله واحدًا من أعلى الأفلام الأسترالية ربحًا في عطلات نهاية الأسبوع الافتتاحية تاريخياً.